# Chrestienne Leclerc du Vivier
Chrestienne Leclerc du Vivier (née vers 1563 à Saint-Nicolas-de-Port - morte après octobre 1637 à Paris) est la cofondatrice d’un couvent des Carmes déchaux à Charenton-le-Pont, près de Paris.
Issue de la famille Le Clerc, elle est la femme de Charles Bailly du Séjour, conseiller du roi en ses conseils d’état et privé, président de la chambre des comptes de Paris, député de Paris aux États généraux de 1593. 
Sa statue funéraire, par Simon Guillain, est conservée au musée du Louvre.

## Famille

Blason de son grand-père et de son grand-oncle, anoblis en 1512

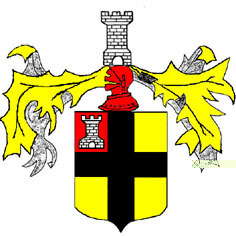
Blason des Fériet, famille de sa mère

Chrestienne Leclerc du Vivier est la fille de Pierre Leclerc du Vivier, conseiller et surintendant des finances du cardinal Charles de Lorraine (1567-1607) et de Philippe-Emmanuel de Lorraine, duc de Mercoeur (1558-1602). Il est aussi conseiller du roi de France, trésorier général de Bretagne, et, à la fin de sa vie, général des finances.
Son mari, épousé le 10 septembre 1581 à Paris, est Charles Bailly du Séjour (1555-1627), conseiller du roi en ses conseils d’état et privé, président de la chambre des comptes de Paris. Charles Bailly du Séjour est le fils de Guillaume Bailly (1519-1582), président en la chambre des comptes, comte de La Ferté-Alais, abbé de l’abbaye de Bourgueil en mai 1582, où il serait mort empoisonné. Charles Bailly est seigneur du Séjour-du-Roy, de Honouille, de Melleray et d'Armenonville. Charles Bailly est commissaire des vivres en Flandres de 1583 à 1597. Il est marguillier de Saint-Nicolas-des-Champs en 1591. Il est député de Paris aux États généraux de 1593 en tant que président de la Chambre des comptes. Il meurt en novembre 1627, âgé de 72 ans, plus de dix ans avant son épouse qui commande leur tombeau dès juillet 1628. 

## Fondation du couvent en 1617
Charles Bailly avait hérité du Séjour-du-Roy, qui était un fief relevant du roi, mais délaissé.
Au début de l’année 1617, Chrestienne Leclerc du Vivier et son mari offrent aux Carmes déchaux de leur donner cette propriété qui se trouve à une petite lieue de Paris, par la porte Saint-Antoine, et est située au-dessous du pont de Charenton. Charles Bailly et son épouse, qui demeurent à leur hôtel particulier de la rue Gît le Cœur, à l’angle du quai des Augustins (proche de la chambre des comptes dont il est président), ont en effet appris que les Carmes déchaussés de Paris recherchaient un lieu à proximité de la capitale pour fonder un noviciat.
C’est sur la partie occidentale du Séjour-du-Roi que les Carmes déchaussés établissent leur couvent, à proximité du rivage de la Marne. Le couvent des Carmes déchaussés se trouve sur le territoire de la paroisse de Conflans, et assez éloigné de cette paroisse. Il est situé à l'extrémité du village des Carrières, près du bourg de Charenton-le-Pont.
Possédant une propriété aux Carrières de Charenton-le-Pont, ils l’offrent sous certaines conditions aux religieux. Les moines parisiens ne doivent sous aucun prétexte vendre ou donner ces lieux. Ils doivent en outre y bâtir une église et des bâtiments conventuels très rapidement, avant toute autre construction ailleurs, même dans la capitale. Si les Carmes déchaussés ne respectent pas ces clauses, la donation sera annulée et l’ensemble retournera à leurs précédents propriétaires, Charles Bailly et sa femme.
Cette donation a officiellement lieu le 18 février 1617. Les Carmes reçoivent cette propriété à titre entièrement gratuit, puisque Charles Bailly s’acquitte même des 50 sols de rente dont l’ensemble était redevable auprès du roi.
Les constructions débutent dès le mois d’avril 1617, conformément aux conditions fixées. La construction de l'église est achevée en avril 1628, peu de temps après la mort de Charles Bailly. Le 30 avril 1628, dimanche de Quasimodo, l’église est solennellement bénite par Paul Bailly, abbé de Saint-Thierry, conseiller et aumônier du roi, fils de Charles Bailly et de Chrestienne. 
Dès juillet 1628, Chrestienne commande leur mausolée au sculpteur Simon Guillain pour l'installer dans leur chapelle, à côté du maître-autel. Le tout sera détruit, il ne restera que la statue de Chrestienne Leclerc, conservée au musée du Louvre, et les fondements d’un mur. Le couvent de Carmes sera converti en maison de campagne et en une manufacture d'apprêts de toiles, en vinaigrerie, en fabrique de sel de saturne et en magasins de vins considérables. Le petit château royal sera démoli en 1903 pour édifier une gare.

## Statue

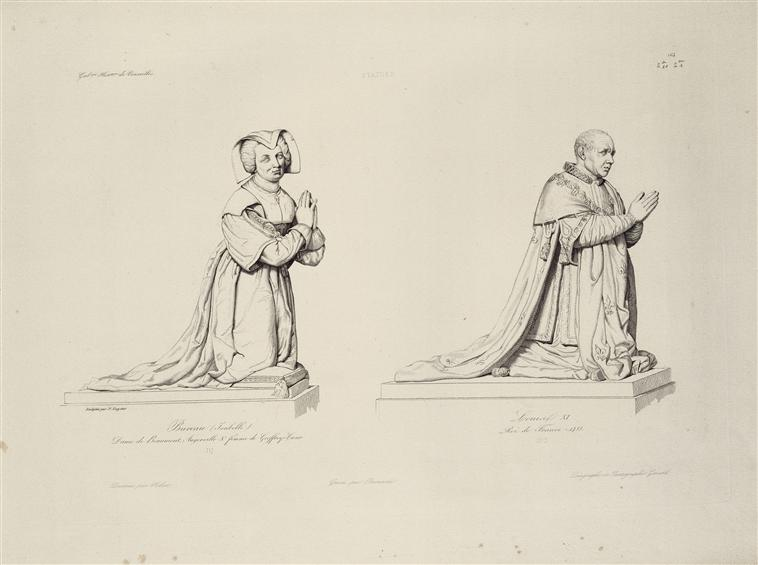
Statue de Chrétienne Leclerc du Vivier

Chrestienne Leclerc meurt après octobre 1637. Sa statue funéraire a posé deux problèmes : celui de son identification (d'abord avec Isabelle Bureau, puis avec Madeleine de Crèvecœur), et celui de son attribution, (d'abord à Philippe de Buyster (1595-1688)[réf. nécessaire].
Il faudra attendre les recherches de Geneviève Bresc-Bautier, conservateur général au département des sculptures du Louvre, pour que la soi-disant Madeleine de Crèvecœur devienne la statue priante de Chrétienne Leclerc, provenant de son monument funéraire et celui de son époux Charles Bailly, érigé dans l’église des Carmes déchaussés de Charenton, sculpté en 1628 par Simon Guillain. La véritable statue de Madeleine de Crèvecœur serait depuis 1821 dans la cathédrale de Soissons, où elle était faussement dénommée Henriette de Lorraine d’Elbeuf, abbesse de Notre-Dame de Soissons de 1660 à 1669.
La confusion est due à la pagaille née de la Révolution et des ressemblances dans le style des sculpteurs, en particulier dans le traitement ample du manteau avec ses creux et sa belle chute – que l’on retrouve chez Philippe de Buyster dans l’extrémité du manteau du cardinal de La Rochefoucauld soutenu par l’ange, dans les mains sagement jointes aux doigts un peu séparés, aux phalanges bien articulées, enfin dans le caractère réaliste sans excès ni dureté de l’ensemble. Les cheveux sont coiffés en mèches ondulées et parallèles, selon une mode que l’on retrouve par exemple dans la statue de Madeleine Marchand, également de 1628 mais due au ciseau de Thomas Boudin.

## Descendance
Chrestienne Leclerc du Vivier et Charles Bailly du Séjour sont les ascendants de plusieurs personnalités de l’Ancien Régime et de la Révolution. Ils ont eu sept enfants en vingt-eux ans :
- Charles II Bailly du Séjour (1582-1658), seigneur du Séjour du roi, de Saint-Mars etc., conseiller du roi en ses conseils, maître en sa chambre des comptes et doyen du semestre de janvier, dans cette compagnie. Il se marie avec Françoise Marescot (1598-1655), fille de Guillaume Marescot.
- Anne Bailly (1585-1642), mariée en 1602 avec Antoine II Loysel (1568-1610), fils d’Antoine Loysel. Veuve en 1610, Anne Bailly se remarie en 1622 avec Jacques de Garsanlan (1580-1642), conseiller et maître ordinaire en la Chambre aux deniers, trésorier et banquier de la Maison de Monsieur, Gaston de France[14].
- Paul Bailly de Saint-Thierry (1588-1652), conseiller et aumônier du roi et de la reine et l’un des fondateurs de la compagnie des Cent-Associés[15]. Il est aussi abbé commendataire de l’abbaye de Saint-Thierry, près de Reims et clerc de Paris (1613).
- Chrétienne Bailly (1595-1652), mariée avec Mathieu Bourlon (1570-1648), conseiller du roi en ses conseils maître conseiller, maître ordinaire en sa chambre des Comptes, maître des requêtes. Veuve en 1685, Chrétienne Bailly se remarie avec Bertrand d’Ostove (1590-1649), marquis de Clanleu, commissaire des guerres, maréchal des camps et armées du roi en 1648, chambellan de Gaston de France et enfin gouverneur de Mardyck, près de Dunkerque et Dixmude.
- Madeleine Bailly (1602-1671).
- Guiillaume Bailly de Saint-Mars (1603-1646), abbé commendataire de l’abbaye de Saint-Thierry, près de Reims, avocat du roi en ses conseils, Premier avocat général du Grand Conseil, seigneur de la terre de Saint-Mars et du château de Segray, à Saint-Mars-la-Brière[16].
- Pierre Bailly de Berchère (1604-1645), seigneur de Berchère et de Saint-Mars-la-Brière, secrétaire de la Chambre du roi en janvier 1611, conseiller du roi, conseiller d'État et privé, maître d'hôtel ordinaire du roi, trésorier général de France en Champagne. Il est marié avec Charlotte de Cotignon (1610-?).